# 建沟石佛群
建沟石佛群，位于中国甘肃省华亭县，为一个省级文物保护单位，类型为石窟寺及石刻。
建沟石佛群的历史年代为金至明。